# 约翰·兰伯特 (将领)
约翰·兰伯特（英語： 1619年9月—1684年3月）英格兰议会军政治人物、将领，参与英国内战及奥利弗·克伦威尔的苏格兰战役（1650–51），此后投身政治，1657年被克伦威尔免职。期间起草英国近代首部成文宪法《政府约法》，协助建立了护国公制度。克伦威尔死后曾协助其子理查德镇压保王党起事，但是最终不敌乔治·蒙克而被捕囚禁在伦敦塔内。后来成功逃脱试图再次起兵反对复辟，并再次被捕，在家软禁直至去世。